# Wilhelm Kurt Roesler
Wilhelm Kurt Roesler (* 15. November 1868 in Leipzig; † 31. August 1943 in Freiberg in Sachsen) war ein deutscher Kommunalpolitiker und Abgeordneter des Provinziallandtages der preußischen Provinz Hessen-Nassau.

## Leben
Wilhelm Kurt Roesler absolvierte ein Studium der Rechtswissenschaften und war als juristischer Mitarbeiter bei der Stadtverwaltung in Oelsnitz im Vogtland beschäftigt, als er am 1. September 1894 das Amt des Oberbürgermeisters im thüringischen Sondershausen antrat. 1906 wechselte er in gleicher Funktion zur Stadt Schmalkalden. Hier blieb er bis zur Jahresmitte 1919. Von Oktober 1919 an war er Bürgermeister von Königsberg in Franken.
Von 1915 bis 1919 hatte er einen Sitz im Kurhessischen Kommunallandtag des Regierungsbezirks Kassel, aus dessen Mitte er zum Abgeordneten des Provinziallandtages der Provinz Hessen-Nassau bestimmt wurde.